# Drapetis destituta
Drapetis destituta är en tvåvingeart som beskrevs av Rogers 1989. Drapetis destituta ingår i släktet Drapetis och familjen puckeldansflugor. Inga underarter finns listade i Catalogue of Life.